# Fosso di Helm
(Il Signore degli Anelli, Le due torri, libro terzo, capitolo VII, "Il Fosso di Helm")
Il Fosso di Helm (Helm's Deep) è un luogo di Arda, l'universo immaginario fantasy creato dallo scrittore inglese J. R. R. Tolkien. È situato nella Terra di Mezzo nel regno di Rohan a nord-ovest dell'Ered Nimrais (Monti Bianchi) ed è la sede di una delle maggiori fortezze della regione, il Trombatorrione (Borgocorno nella nuova traduzione italiana, Hornburg nell'originale inglese). Fu scenario di una delle più importanti battaglie della Guerra dell'Anello.

## Storia
Nei primi giorni che seguirono alla fondazione di Gondor, i Dunedain fortificarono la valle che scendeva da Aglarond, detta anche Valle delle Caverne Scintillanti. Quando quelle terre furono cedute ai Rohirrim dal Sovrintendente di Gondor, essi assunsero anche il controllo della fortezza.
Nell'anno 2758 T.E. Rohan fu invaso da un'alleanza di Esterling e Dunlandiani. Re Helm Mandimartello si ritirò nella fortezza di Aglarond e qui rimase assediato per tutti i mesi di quello che sarebbe stato ricordato come il Lungo Inverno. Freddo, fame e guerra decimarono i suoi uomini, ma le imprese eroiche e disperate di cui si rese protagonista ne fecero uno dei sovrani più famosi di Rohan, tanto che la fortezza venne rinominata Fosso di Helm in suo onore.
Nel 3019 della Terza Era, durante la Guerra dell'Anello, al Fosso di Helm si svolge una battaglia decisiva che determina la sconfitta dell'esercito di Saruman. Dopo la Seconda Battaglia dei Guadi dell'Isen (svoltasi appunto ai guadi dell'Isen) l'esercito di Rohan viene sconfitto ed è costretto a ritirarsi nel fosso, dove era già stipata la popolazione, dopo un inseguimento da parte di Dunlandiani, Uruk-hai, Orchi comuni, Lupi mannari e mezzi-orchi. Si svolge così la Battaglia del Fosso di Helm che vede trionfare il Re grazie all'intervento di Gandalf, Erkenbrand e degli Ucorni ed Ent.
Dopo la Guerra dell'Anello, Gimli, che aveva combattuto nel Fosso di Helm, stabilì una colonia della gente di Durin. Il Fosso di Helm giaceva su una enorme caverna, che per un nano era un luogo perfetto. Così Gimli venne conosciuto come il "Signore delle Caverne Scintillanti", nonostante il vero regnante di questo nuovo reame fosse Thorin III meglio conosciuto come Thorin III Elminpietra. I Nani dopo la Guerra dell'Anello, aiutarono a ricostruire il Fosso di Helm, che divenne quindi diviso con i Rohirrim.

## Adattamenti
Il Fosso di Helm nel film di Peter Jackson Il Signore degli Anelli - Le due torri, è teatro di una grandissima battaglia ripresa da quella descritta nel libro. Prima dello scontro con l'esercito di Saruman, Aragorn e Re Théoden conducono la popolazione di Rohan nel Fosso, ritenendolo capace di resistere ad innumerevoli assalti come già avvenuto in passato. Prima dell'arrivo il convoglio viene assalito da una banda di orchi a cavallo di mannari selvaggi; nello scontro Aragorn sembra morire. Abbattuti gli orchi, la gente di Rohan si dirige al Fosso per trovarvi rifugio prima dello scontro. Aragorn, però, non è morto e riesce a dare l'allarme al Re dell'arrivo di un imponente esercito di Uruk-hai. La battaglia viene vinta grazie all'arrivo di Gandalf, insieme a Éomer e i suoi cavalieri. Il film però in questa parte non ricalca alla perfezione il libro, sia per la presenza degli Elfi di Lórien guidati da Haldir che per l'arrivo di Éomer invece di Erkenbrand con gli uomini dell'Ovestfalda nonché per l'assenza dei mannari ed infine per l'assenza dell'intervento degli Ent e degli Ucorni (che tuttavia è presente di sfuggita nella versione estesa).